# Mesquita Huasi
La Mesquita Huasi (en xinès, 华寺清真寺; en pinyin, Huá Sì Qīng Zhēn Sì) és una mesquita construida a la Xina durant la dinastia Ming sota el regne de l'Emperador Chenghua (1465-1487). La seva construcció es va basar en l'arquitectura dels temples budistes i els palaus imperials d'aquest país. Va ser construïda per musulmans que vivien a la ciutat de Linxia, a la regió de Gansu. Durant la revolta de Ma Zhongying l'any 1928, corresponent al conflicte musulmà a Gansu, un incendi va destruir l'edifici. Abans de la seva reconstrucció l'any 1941 tenia capacitat per congregar 2.000 persones en el seu interior.